# Fromis 9
Le Fromis 9 (프로미스나인?, Peuromiseuna-inLR; acronimo di From Idol School, spesso stilizzato in fromis_9) sono un gruppo musicale sudcoreano formatosi a Seul nel 2017 tramite il talent show Idol School. Dal 16 agosto 2021 il gruppo è gestito dalla Pledis Entertainment.
Il gruppo è composto da otto membri: Roh Ji-sun, Song Ha-young, Lee Sae-rom, Lee Chae-young, Lee Na-gyung, Park Ji-won, Lee Seo-yeon e Baek Ji-heon. Prima un gruppo di 9 membri, Jang Gyu-ri ha lasciato il gruppo a luglio 2022. Le Fromis_9 hanno debuttato il 24 gennaio 2018 con l'EP To.Heart.

## Formazione
Attuale
- Lee Sae-rom (이새롬?) – leader, rap, voce (2017-presente)
- Song Ha-young (송하영?) – co-leader, voce (2017-presente)
- Park Ji-won (박지원?) – voce (2017-presente)
- Roh Ji-sun (노지선?) – voce (2017-presente)
- Lee Seo-yeon (이서연?) – rap, voce (2017-presente)
- Lee Chae-young (이채영?) – rap, voce (2017-presente)
- Lee Na-gyung (이나경?) – voce (2017-presente)
- Baek Ji-heon (백지헌?) – voce (2017-presente)

Ex componenti
- Jang Gyu-ri (장규리?) – voce (2017-2022)

## Discografia

### Album in studio
- 2023 – Unlock My World

### EP
- 2018 – To. Heart
- 2018 – To. Day
- 2020 – My Little Society
- 2022 – Midnight Guest
- 2022 – From Our Memento Box

### Singoli
- 2017 – Glass Shoes
- 2018 – From.9
- 2019 – Fun Factory
- 2021 – 9 Way Ticket
- 2021 – Talk & Talk

### Colonne sonore
- 2019 – All Together Cha Cha Cha (per Immortal Songs 2)

## Videografia
- 2017 – Glass Shoes
- 2017 – To Heart
- 2018 – Dkdk
- 2018 – Love Bomb
- 2019 – Fun!
- 2020 – Feel Good (secret code)
- 2021 – We Go
- 2021 – Talk & Talk
- 2022 – DM
- 2022 – Stay This Way

## Filmografia
- Idol School – reality show (2017)
- Fromis' Room – reality show (2017)
- Mind Map – reality show (2017)
- The 100 Season 2 – reality show (2018)
- Channel_9  - variety show (2021-2022)